# Madecorphnus dentatus
Madecorphnus dentatus är en skalbaggsart som beskrevs av Frolov 2010. Madecorphnus dentatus ingår i släktet Madecorphnus och familjen Orphnidae. Inga underarter finns listade i Catalogue of Life.